# Pierre-Olivier Joseph
Pierre-Olivier Joseph (* 1. Juli 1999 in Laval, Québec) ist ein kanadischer Eishockeyspieler, der seit Dezember 2024 wieder bei den Pittsburgh Penguins in der National Hockey League unter Vertrag steht. Zuvor verbrachte er bereits fünf Jahre in der Organisation der Penguins und spielte kurzzeitig für die St. Louis Blues. Mit der kanadischen Nationalmannschaft gewann der Verteidiger die Goldmedaille bei der Weltmeisterschaft 2023.

## Karriere
Pierre-Olivier Joseph wurde in Laval geboren und besuchte in seiner Jugend das Collège Antoine-Girouard in Saint-Hyacinthe, wo er für dessen Eishockeyteam in regionalen Juniorenligen auflief. Zur Saison 2015/16 wechselte er zu den Charlottetown Islanders in die Ligue de hockey junior majeur du Québec (LHJMQ), die ranghöchste Nachwuchsspielklasse seiner Heimatprovinz Québec. Dort verzeichnete er in der Spielzeit 2016/17 in 62 Partien 39 Scorerpunkte, bevor er im NHL Entry Draft 2017 an 23. Position von den Arizona Coyotes ausgewählt wurde. Im Folgejahr übernahm der Verteidiger das Amt des Mannschaftskapitäns bei den Islanders, ehe er Mitte der Saison 2018/19 an die Voltigeurs de Drummondville abgegeben wurde. Dort beendete er das Spieljahr und zugleich auch seine Juniorenkarriere.
Bereits im Dezember 2017 hatten die Arizona Coyotes den Kanadier mit einem Einstiegsvertrag ausgestattet, gaben ihn jedoch im Juni 2019 samt Alex Galchenyuk an die Pittsburgh Penguins ab. Im Gegenzug erhielten die Coyotes Phil Kessel, Dane Birks und ein Viertrunden-Wahlrecht im NHL Entry Draft 2021. In Pittsburgh wurde Joseph vorerst beim Farmteam eingesetzt, den Wilkes-Barre/Scranton Penguins aus der American Hockey League (AHL). Im Januar 2021 kam der Abwehrspieler schließlich zu seinem Debüt in der National Hockey League (NHL), wurde jedoch weiterhin überwiegend in der AHL eingesetzt. Zur Saison 2022/23 etablierte er sich schließlich im NHL-Aufgebot der Penguins, wo er in 75 Spielen auf 21 Punkte kam.
Nach fünf Jahren in der Organisation der Penguins wechselte er im Juli 2024 als Free Agent zu den St. Louis Blues. Diese gaben ihn allerdings bereits im Dezember 2024 ohne weitere Gegenleistung (future considerations) zurück an die Penguins ab.

### International
Nachdem Joseph im Juniorenbereich für keinerlei Nachwuchsauswahl Kanadas aufgelaufen war, debütierte er für die A-Nationalmannschaft im Rahmen der Weltmeisterschaft 2023. Dort gewann er mit seinem Heimatland prompt die Goldmedaille.

## Erfolge und Auszeichnungen
- 2023 Goldmedaille bei der Weltmeisterschaft

## Karrierestatistik
Stand: Ende der Saison 2024/25

### International
Vertrat Kanada bei:
- Weltmeisterschaft 2023

(Legende zur Spielerstatistik: Sp oder GP = absolvierte Spiele; T oder G = erzielte Tore; V oder A = erzielte Assists; Pkt oder Pts = erzielte Scorerpunkte; SM oder PIM = erhaltene Strafminuten; +/− = Plus/Minus-Bilanz; PP = erzielte Überzahltore; SH = erzielte Unterzahltore; GW = erzielte Siegtore; 1 Play-downs/Relegation; Kursiv: Statistik nicht vollständig)

## Familie
Sein älterer Bruder Mathieu Joseph (* 1997) schaffte als Eishockeyspieler ebenfalls den Sprung in die NHL.